# SN 2006ix
SN 2006ix – supernowa typu II odkryta 16 września 2006 roku w galaktyce A235914-0018. W momencie odkrycia miała maksymalną jasność 22,60m.